# Не залишай слідів
«Не залишай слідів» (англ. Leave No Trace) — драматичний фільм 2018 року режисерки Дебри Гранік за сценарієм Гранік та Енн Роселліні на основі книги Пітера Рока. Прем'єра фільму відбулася 20 січня 2018 року на кінофестивалі «Санденс».

## Синопсис
Вілл, ветеран Іракської війни, живе зі своєю дочкою Том у лісопарку неподалік від Портленда, добровільно ізолювавши себе від суспільства. Проте закон забороняє жити на громадській землі, і переслідування рейнджерів і соціальних працівників змушує дівчину обирати між батьком-робінзоном та життям у суспільстві.

## У ролях
- Бен Фостер — Вілл
- Томасін Мак-Кензі — Том
- Джефф Кобер — Волтерс, власник лісового господарства
- Дейл Діккі — Дейл, власниця трейлерного парку
- Дана Міллікен — Джин Бауер, соціальна працівниця
- Майкл Проссер — Джеймс, соціальний працівник

## Сприйняття
Станом на жовтень 2023 року фільм є рекордсменом списку фільмів із рейтингом 100% на сайті агрегатора рецензій Rotten Tomatoes.